# Lloyd Ruby
Lloyd Ruby (12 de janeiro de 1928 – 23 de março de 2009) foi um automobilista norte-americano que participou das 500 Milhas de Indianápolis em 1960. Neste ano, a prova contava pontos para o Mundial de Pilotos da Fórmula 1. Lloyd também participou do Grande Prêmio dos Estados Unidos de Fórmula 1 em 1961.